# メルセデス・ベンツ・W140
メルセデス・ベンツ・W140（Mercedes-Benz W140 ）は、ドイツの自動車メーカーであるメルセデス・ベンツ・グループがメルセデス・ベンツブランドで展開しているSクラスの、3代目モデルである。W140はそのコードネーム。1991年から1998年まで製造・販売された。なお、そのモデル名称は販売期間中に大きく変更されており、注意が必要である（後述）。
派生モデルとしてクーペタイプ（C140）が登場している。なおロングボディ仕様には別途「V140」というコードネームがあるが、通常はそれも含め「W140」と呼ばれる。

## 概要
W140は、メルセデス・ベンツの有名な「最善か無か」（Das Beste oder nichts. ）というスローガンに象徴される、「妥協無き車造りの理念（およびその結果としての高コスト体質・製品の高価格化）のもと車造りをしていた最後のモデル」と評されている。後継のW220からは、品質とコストの狭間での苦悩が見られる。
当初は1988年に登場する予定で1980年から開発が進められていたが、1987年にBMW・7シリーズが戦後ドイツ車初のV型12気筒エンジンを搭載したことで、これに対抗すべくV型12気筒エンジンを搭載するための設計変更が行われ、最終的には1990年まで発表がずれ込んだ。
W140には通例通り、セダンに標準ボディ仕様とロングボディ仕様が設定された。そのボディサイズは先代W126から大幅に拡大され（全長で100 mm、全幅で65 mm、全高で50 - 60 mm）、なおかつデザイン自体にも強い威圧感が与えられている。その巨大さとデザインゆえ、当初ドイツ本国をはじめとするヨーロッパでは「環境破壊車」、アメリカでは「威圧的すぎる」などと批判を浴びたものの、実際にはエアコン冷媒を当時主流であったR12 CFCに変わりR134a HFCを採用しプラスチックパーツのリサイクル利用可能100パーセントを達成するなど環境への様々な事細かな配慮と取り組みがされていた。また外観の特徴に関して今日ではW140の先代車種に当たるW126がより押し出し感の強いデザインとする意見が多い。なおフルモデルチェンジのスパンの方針変化と世界的な経済衰退も重なり販売年数と生産台数に関しては低下した。しかし日本では、すでに崩壊が始まっていたとはいえ世間としてはバブル景気の強い上昇志向の空気が続いていたこと、日本人、ことSクラスのユーザーとなりえる階層の人間の自己顕示欲が強い国民性、また環境問題についても先に述べたバブル景気も相俟って一般的に関心が薄かったことから、その押し出しの強さが支持され販売が好調となり、次期型のW220登場後もしばらくは人気が高かった。なお、メルセデス・ベンツはW140のボディ拡大の理由を「人間の平均身長が伸び続けているから」と述べていた。純正の主なボディラインナップとしては、標準ホイールベース、ロングホイールベースという二種類の「4ドアセダン」、「2ドアクーペ」、特別な保護を意味するSonderschutz 「メーカー純正の防弾車」、 メーカー純正モデルは少数が生産されたW100型600シリーズ以来名称が復活したプルマン「リムジン」が存在した。
主な特筆する点
二重窓（ダブルガラス）の採用一般的に二重ガラスは単一ガラスと比較し「特定の条件や周波数帯域における一つの目安として」約10〜15デシベル(dB)の遮音効果があるとされている、物理学的に見ると音のエネルギーはデシベル値が10dB下がると約1/10に、20dB下がると約1/100になる。つまり10dBの低減は、「人間が感じる騒音」を半分に減らす効果があると言われている。W140の二重ガラスは、数値以上の体感的な静粛性向上をもたらしたと言える。空力性能の向上。W126の空気抵抗係数（Cd値）が0.37だったのに対し、W140はCd値0.32を達成。車体サイズは先代型W126より大きくなったにもかかわらず、Cd値を約13.5%改善し、高速安定性と燃費性能の向上に貢献した。W140は、その開発段階から環境への配慮がなされ、「総重量の約85%がリサイクル可能な素材で構成」された。防音対策:高いボディ剛性、吸音材と制振材を最適化した結果、重量の増加に繋がったが車内の騒音レベルは非常に低く抑えられ多くの自動車専門誌は、時速100km/h走行時の車内騒音レベルが、当時の同クラスの他社モデルと比較して低い水準と評価した。車内装備も至れり尽くせりであり、電動格納式リアヘッドレスト：後席のヘッドレストを電動で倒し、後方視界を確保する機能。ヘッドレストを起こすこと、角度調節も電動で可能であった。これは特にバック駐車時に役立った。シートベルトの高さ電動調整機能：シートベルトアンカーが乗員の座高に合わせて上下に調整され、最適な位置でシートベルトが装着されるように設計された。これはプリテンショナーと連携し、衝突時の安全性も高めた。電動チルト/テレスコピックステアリングコラム：ドライバーの体格に合わせてステアリングホイールの位置を電動で調整可能で、メモリー機能にも連動した。助手席側のリアシートが電動で調節できる車両は助手席シートをリアから位置、角度など細かく制御できた。デュアルゾーンクライメートコントロール左右独立の温度設定が可能なオートエアコンを搭載し、乗員それぞれの快適性を追求した。走行性能に関してセルフレベリングサスペンション：リアサスペンションに、車高を一定に保つセルフレベリング機能が先代W126に引き続き、導入された。これにより荷物積載時や乗車人数による車高の変化を抑制し常に最適な走行姿勢と快適性を維持した。これは、エアスプリングと油圧ダンパーを組み合わせたものだった。S600(一部モデル)/CL600では、アダプティブダンピングシステム（ADS）も搭載し、路面状況に応じて減衰力を自動調整し、乗り心地とハンドリングを最適化した。1996年導入のブレーキアシストシステム（BAS）BAS非搭載の車両と比較して、急ブレーキ時の制動距離を約20〜40%短縮する効果があるとされた。これは、ドライバーの踏み込み速度をモニターし、最大制動力を瞬時に発生させることで実現した。これは、ブレーキペダルの踏み込み速度をモニターする革新的なシステムだった。盗難防止システム：イモビライザー、アラームシステム、牽引センサーなど、複数の盗難防止機能を高度に統合した。販売国、LHD/RHDの細かな違い：国際的な販売を考慮し左ハンドル（LHD）と右ハンドル（RHD）では、メーターパネルの視認性、ヘッドライトのカットオフラインなど、細部にわたり最適化を図った。温暖な地域向けのエアコン性能の飛躍的向上や主に中東地域にはシートヒーター装備を省略することもあった。ナンバープレートの形状、日本や北米などの縦長、ヨーロッパ地域などの横長にあわせ製造段階からトランクリッドの形を分け二種類製造されていた。W140は一見すると過剰とされる装備も全てはメルセデスベンツに一貫してみられる安全な運転への追求と乗員全員が快適に移動するための妥協と無駄が無いものだった。また生産中にATや燃料系統など多くの技術変更がされていたのも特徴の一つだった。
39年間メルセデス・ベンツに在籍し、デザイン部門のチーフを務めていたブルーノ・サッコは『Automobile』誌のインタビューの中で、自身の手によるW140のデザインが結果として彼の理想より4 in（約10 cm）全高が高かったとし、痛恨の作だったことを明かしている。
グレード名称は、当初はエンジンのおおよその排気量の数字上3桁+モデル名称を示すアルファベットの文字列（Sクラスの“S”+インジェクション仕様の“E”またはディーゼルエンジンの“D”+ロングボディの“L”またはクーペの“C”）から構成される、メルセデス・ベンツの流儀に則った命名法則（300SD、500SEL、600SECなど）であった。
中期モデルからは命名法則が変更され、当時の他のメルセデス同様、モデル名称の“S”+排気量を示す数字3桁の組み合わせ（S320、S500L、S600クーペなど）に改められた。ただし、ロングボディおよびクーペには、前期のようなそれらを示す符号は後部エンブレムに表記されていない（S500もS500LもS500クーペも、エンブレムは全て『S500』で同一）。なお、日本においては420が「死に」と読めるために縁起が悪いという理由から、W124やW210と同様に400として販売されていた。

## 日本での販売モデル（正規輸入車）

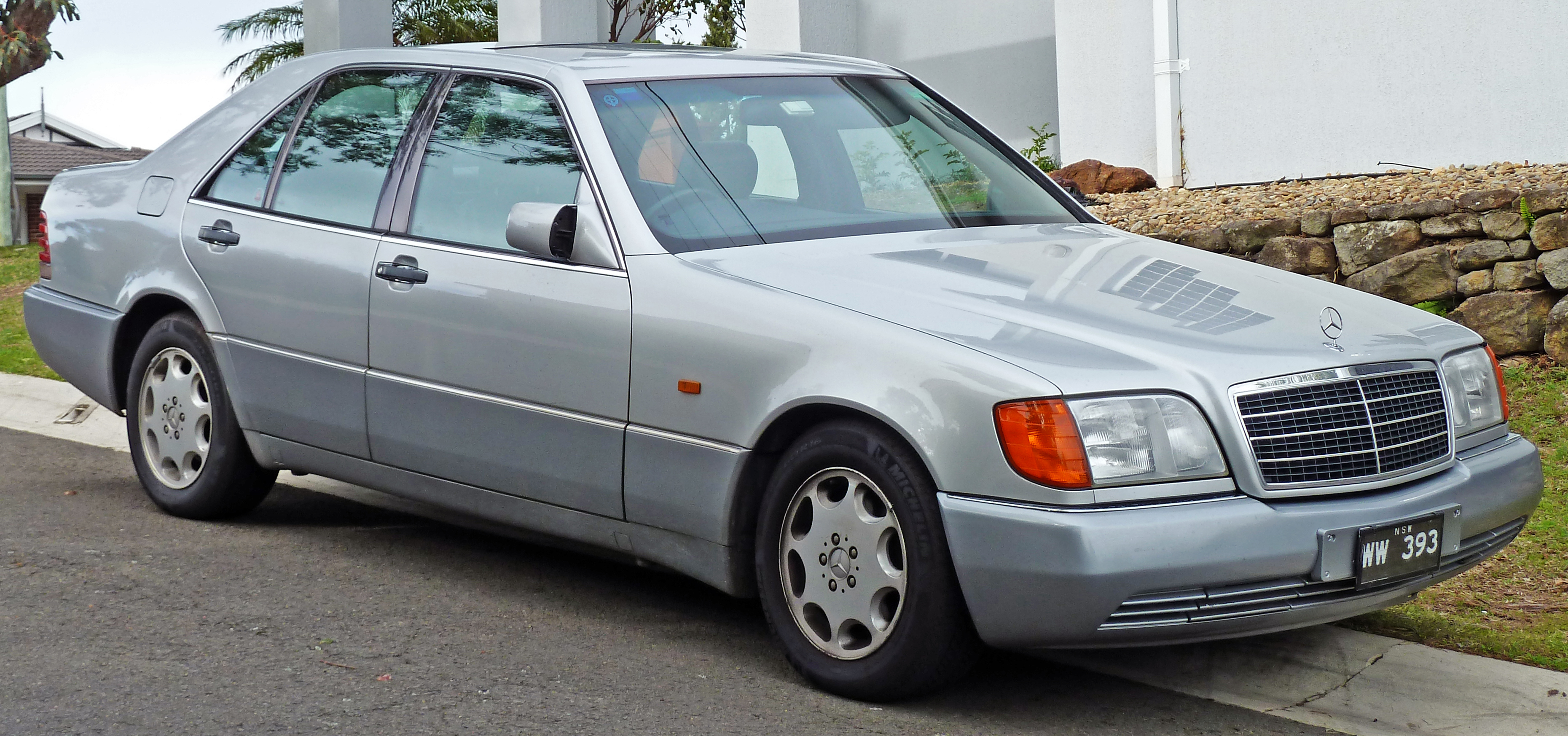
300SE 前期型（1991–1993）

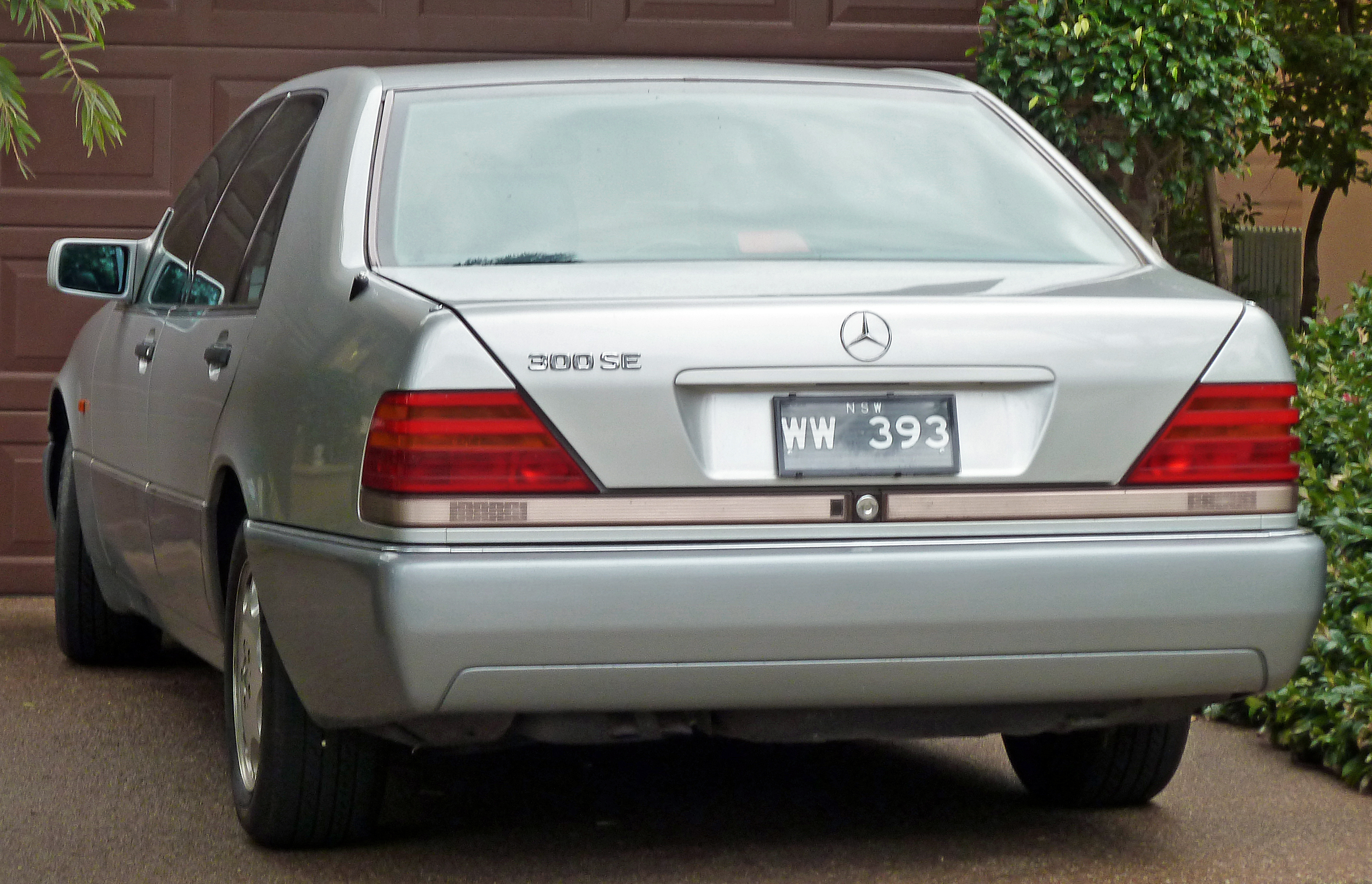
300SE 前期型（1991–1993）

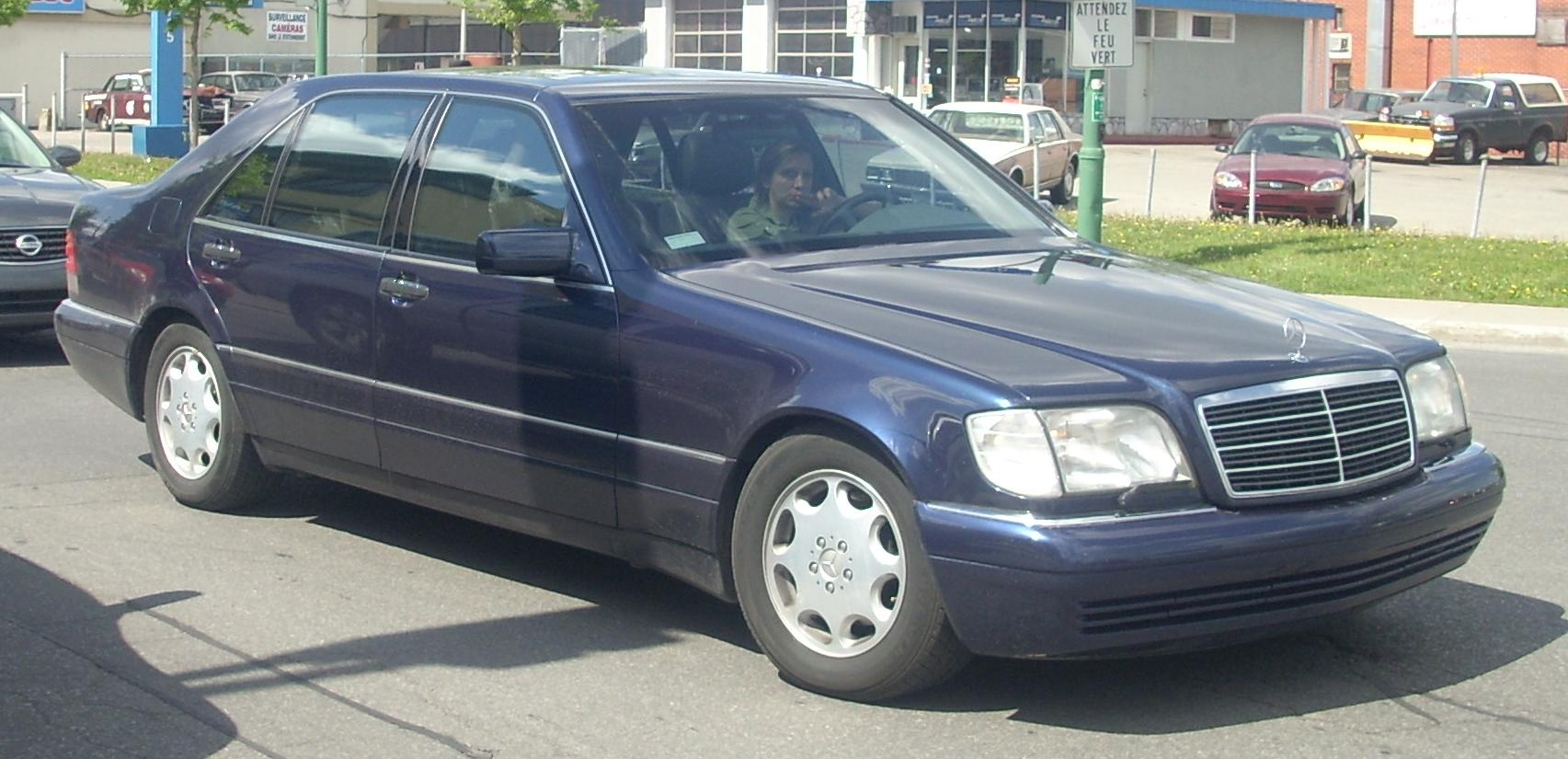
S500L 中期型（1994-1996）

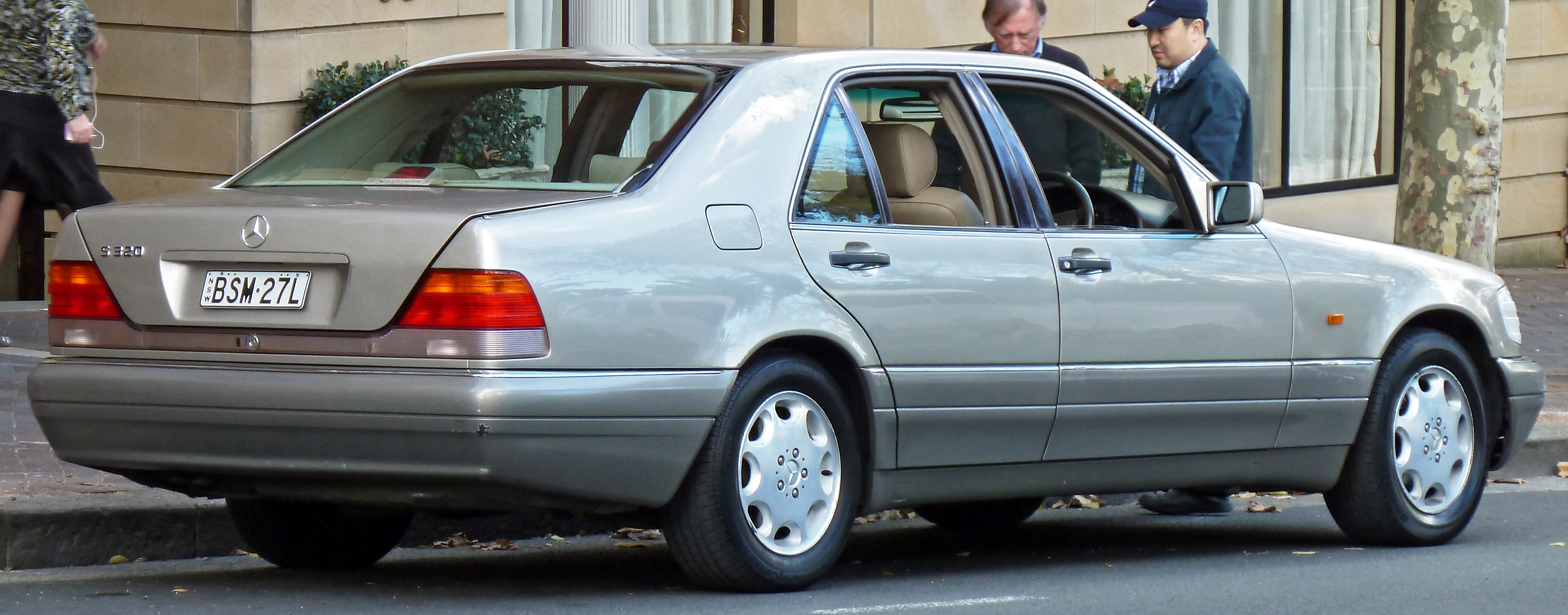
S320 中期型（1994–1996）

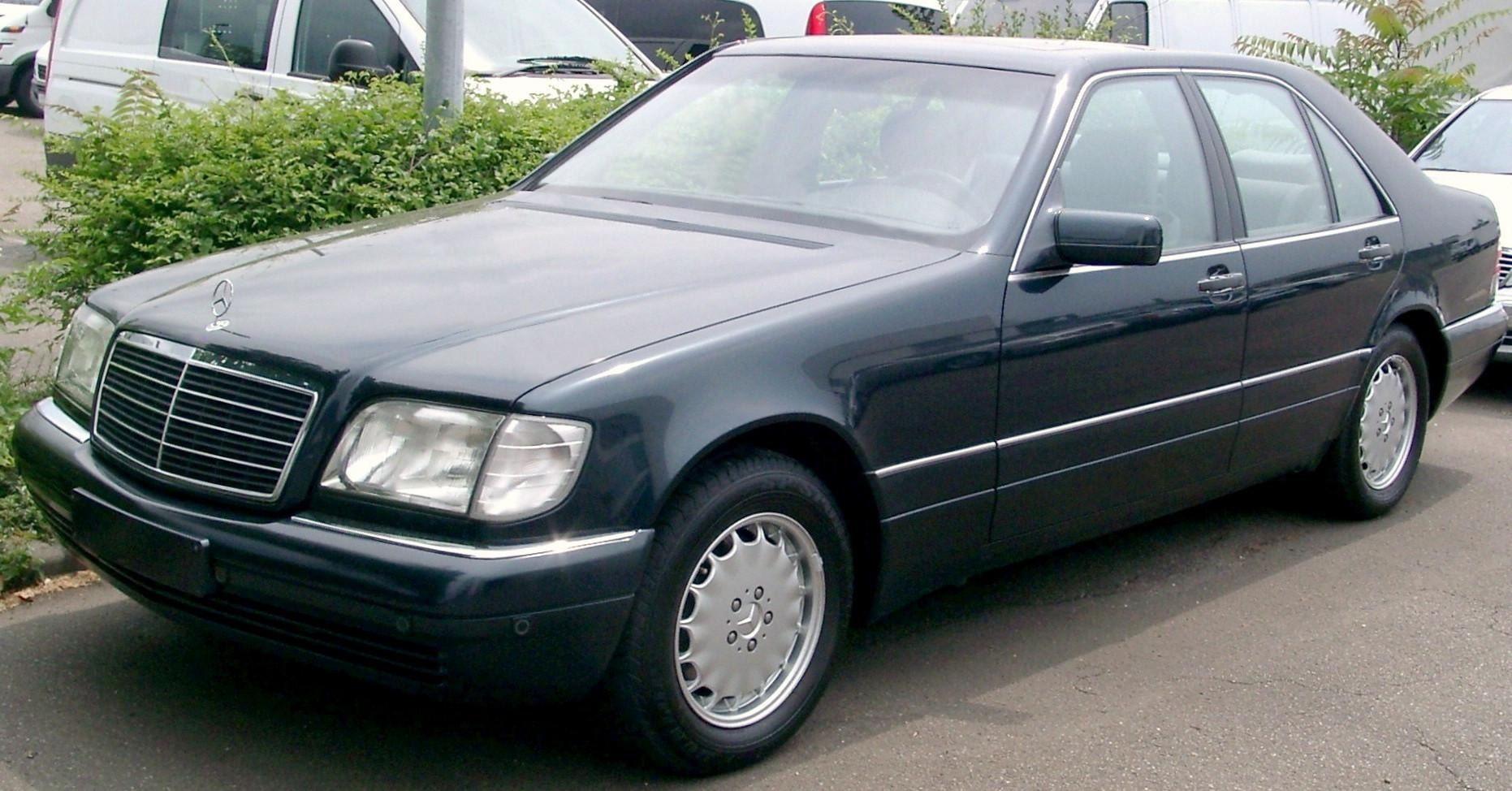
S320 後期型（1996–1998）

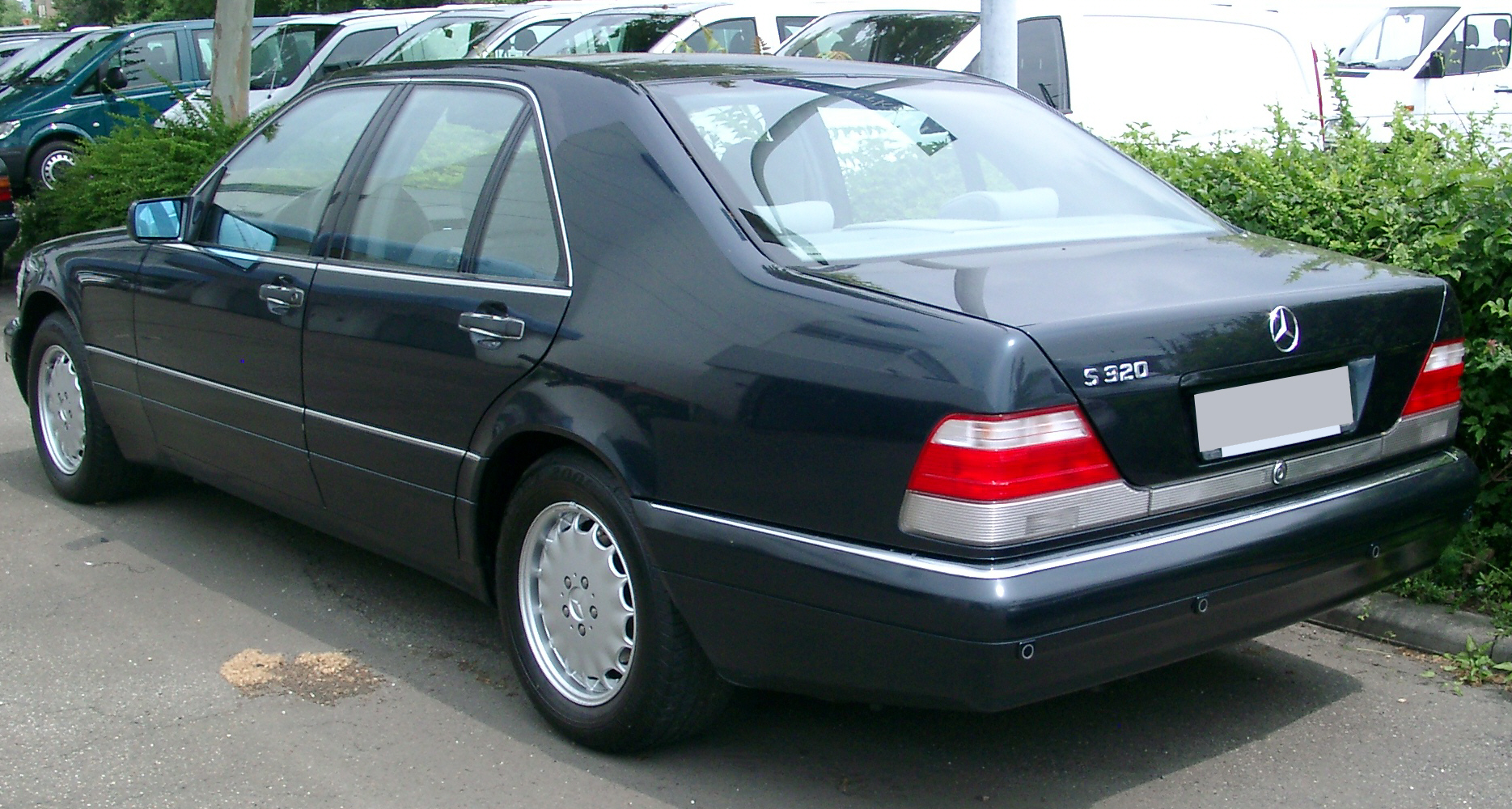
S320 後期型（1996–1998）

- 1991年8月

MBJにより販売を開始。
初期のラインナップは300SE／500SE／500SEL／600SEL（いずれも左ハンドル仕様のみ）であった。導入間もなくして後席を2人掛けのセパレートタイプにした「600SEL・4シーターリミテッド」を限定販売。
- 1992年の小変更

300SE／500SE／500SELに右ハンドル仕様が加わり、右ハンドルのみの400SELも追加された。
同時にアルミホイールが新造形の8穴タイプに変更されている。
- 1993年5月

クーペモデルである600SECの販売を開始する。しかし、後述する1994年モデルから呼称をS600クーペへと変更しているため、正規輸入車のSECは極めて少ない。
- 1993年8月

1994年モデルで名称を変更。
300SE→S320、400SEL→S400L、500SE/SEL→S500/S500L、600SEL→S600Lとなり、エントリーモデルのS280（右ハンドルのみ）とノーマルホイールベースのS600（左ハンドルのみ）、S600Lに右ハンドルも追加され、クーペには新たにS500クーペ（右ハンドルのみの設定）が追加された。
このときがW140において正規輸入の車種が一番多くなり、ドイツさながらのバリエーションが揃うことになる。
装備面ではS600/S600L/S600クーペにしか設定のなかったガラススライディングルーフが標準装備され、S320のウッドパネルがゼブラからウォールナットになり、質感のアップがはかられた（S280はゼブラ）。
- 1994年8月

マイナーチェンジモデル（1995年モデル）の販売を開始。
前後バンパーおよびサイドプロテクトパネル（サッコプレート）が量感あるデザインに変更され、フロントウインカーのレンズがアンバーからホワイトに変わり、アルミホイールも半光沢タイプの物に変更された。
ラインナップも、セダン系はS320／S500／S500L／S600Lと4グレードに削減。同時にS600Lは専用の目の細かいフロントグリル（通称「S600グリル」）が与えられ、シートもクーペ系の本革製スポーツタイプが標準装備となりベロアの設定が落とされた。
このときから正規輸入車ではスライディングルーフがガラス製のみの設定となる（S320のみオプション、その他は標準装備）。
- 1996年8月

1997年モデルが発表。
クーペが新たにCL500／CL600と名称を変え、新たに設定されたCLクラスに移行。
C140については、同一モデルであっても、販売時期により名称が2度変更される結果となっている。
同時に、ディスチャージヘッドランプを採用。
リアウインカーの色がホワイトになり、ボディ上下でトーニングとなっていたボディカラーが他のメルセデス・レンジに併せてモノトーンとなった。
アルミホイールもセダンが新造形の6穴タイプ、クーペが18インチの5穴タイプに変更されている。
機能面ではナビゲーションシステム対応のモニターが採用された他、サイドエアバッグが追加装備されている。そのため、フタの付いたアームレスト兼用のドアポケットがなくなり、小型のドアポケットが下部につけられた。
W140の特徴的な装備のひとつだったリアガイドロッド（リアフェンダーの左右後端に格納された細いポール。ATをRレンジに入れることで伸び、車両後端の目安になる）が廃止され、600系ではパークトロニックが標準装備された。
機関系における最大の変更点は、熱を起因とする故障の多かった600用M120の点火方式にダイレクトイグニッション式を採用、あわせてガスケットの素材をベークライトからポリアセタールにアルミ板の芯材を入れたものに変更するなど、主に熱対策を中心に大幅な改良を施し信頼性を向上させた。
駆動系ではそれまでの機械式4速ATから電子制御5速ATに変更、最終減速比を引き上げることによって燃費を約15%改善させ、燃料タンク容量を100リットルから90リットルに減らした。
- 1998年

モデル末期のてこ入れとしてS320／S500／S500Lに本革シートなどを標準装備としたリミテッドモデルを投入し、600系ではセダンにブラックバーズアイ、クーペにチェストナットのウッドパネルをオプションに追加した。
同年秋W220系の販売を開始。約7年という当時のメルセデス・ベンツとしては異例の短いスパンで販売を終えた（クーペのみ1999年5月まで受注販売）。

## 特徴
- 複層ドアガラス（二重構造）、オートドアクロージャー、OBD（CAN プロトコル）が装備されている。
- ワイパーは、当時のメルセデス・ベンツ各車が採用していたパノラマワイパー（伸縮する1本のワイパー。伸び縮みすることで、左右上端の拭き残しを減らす）に加え、助手席側にもう1本の補助ワイパーを追加している。これは、通常の1本ワイパーだとワイパーブレードが長くなりすぎ、ワイパー作動時の周囲への飛沫が問題となるから、というのが主な理由とされた。
- 質実剛健だった先代W126と比べ、過剰装備を指向していた。一例として、初期モデルにはルームミラーの調節すら電動化されていた。
- メルセデスにとって戦後&量産初のV 型12気筒エンジンの採用。

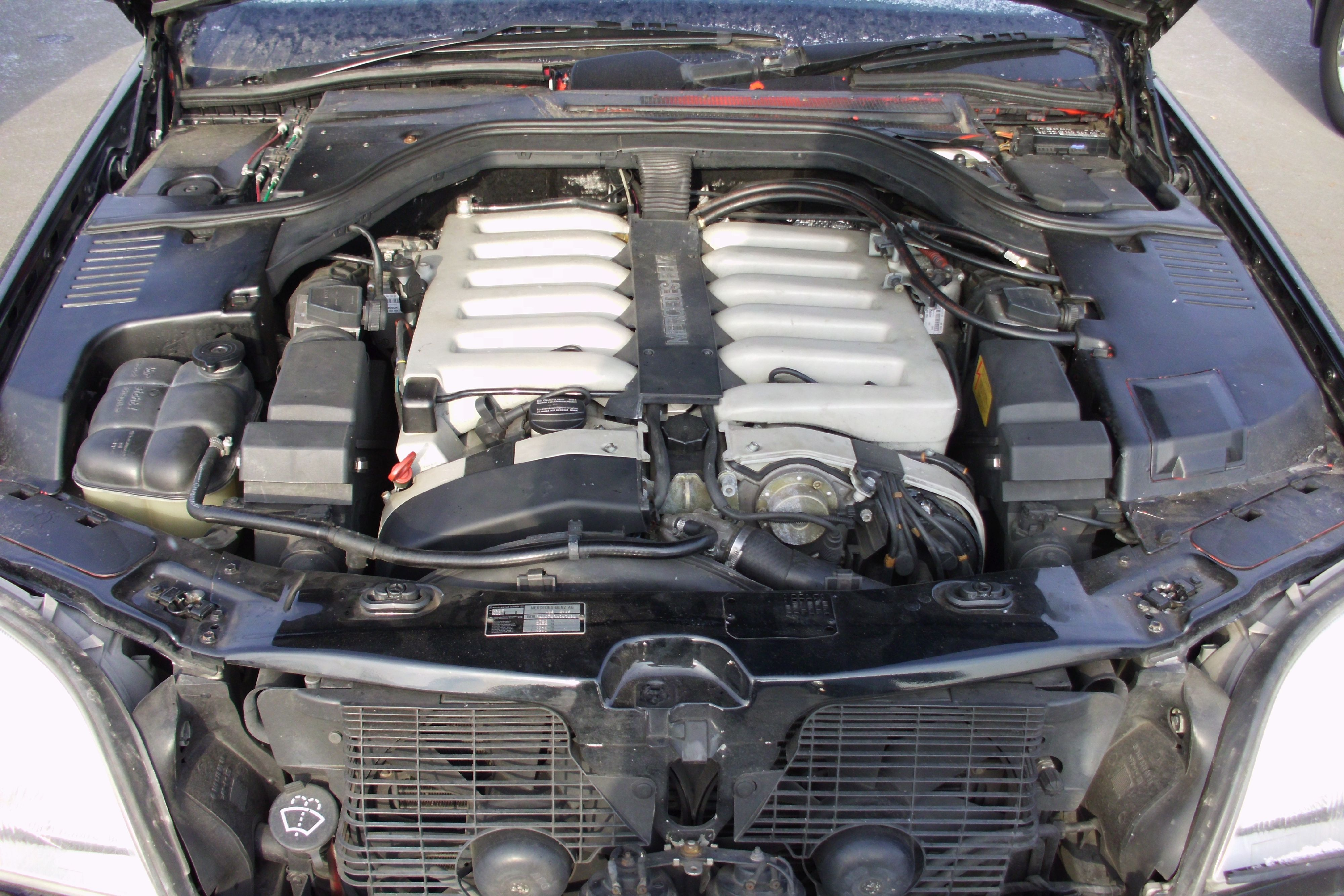
12エンジン

- S280（直列6気筒 DOHC 2,799cc）
- 300SE／300SEL／S320HC 3,199cc）
- 400SE／400SEL／S420／S420L／S420クーペ／CL420（V型8気筒 DOHC 4,196）
- 500SE／500SEL／500SEC／S500／S500L/S500クーペ／CL500（V型8気筒 DOHC 4,973cc）
- 600SE／600SEL／600SEC／S600／S600L/S600クーペ／CL600（V型12気筒 DOHC 5,987cc）
- 350SD／350SDL （直列6気筒 OHC ターボディーゼル 3,449cc）

| ボディ | シャシコード      | 生産時期    | モデル           | エンジン            | エンジンタイプ   | 生産台数    |
| ------ | ----------------- | ----------- | ---------------- | ------------------- | ---------------- | ----------- |
| セダン | W140.135/W140.134 | 1996-1998年 | S300             | 2,996cc OM606型 直6 | ターボディーゼル | 7,583台     |
| セダン | W140.135/W140.134 | 1991-1996年 | 300SD / S350     | 3,449cc OM603型 直6 | ターボディーゼル | 2万0,518台  |
| セダン | W140.028          | 1993-1998年 | 300SE 2.8 / S280 | 2,799cc M104型 直6  | ガソリン         | 2万2,784台  |
| セダン | W140.032          | 1991-1993年 | 300SE            | 3,199cc M104型 直6  | ガソリン         | 18万3,441台 |
| セダン | W140.032          | 1991-1993年 | 300SEL           | 3,199cc M104型 直6  | ガソリン         | 18万3,441台 |
| セダン | W140.032          | 1993-1999年 | S320             | 3,199cc M104型 直6  | ガソリン         | 18万3,441台 |
| セダン | W140.042          | 1991-1993年 | 400SE            | 4,196cc M119型 V8   | ガソリン         | 4万9,468台  |
| セダン | W140.043          | 1991-1993年 | 400SEL           | 4,196cc M119型 V8\| | ガソリン         | 4万9,468台  |
| セダン | W140.043          | 1993-1998年 | S420             | 4,196cc M119型 V8\| | ガソリン         | 4万9,468台  |
| セダン | W140.051          | 1991-1993年 | 500SEL           | 4,973cc M119型 V8   | ガソリン         | 8万7,006台  |
| セダン | W140.051          | 1993-1999年 | S500             | 4,973cc M119型 V8   | ガソリン         | 8万7,006台  |
| セダン | W140.057          | 1992-1993年 | 600SEL           | 5,987cc M120型 V12  | ガソリン         | 3万5,910台  |
| セダン | W140.057          | 1993-1999年 | S600             | 5,987cc M120型 V12  | ガソリン         | 3万5,910台  |
| クーペ | W140.063          | 1994-1998年 | S420 / CL420     | 4,196cc M119型 V8   | ガソリン         | 2,496台     |
| クーペ | W140.070          | 1992-1993年 | 500SEC           | 4,973cc M119型 V8   | ガソリン         | 1万4,953台  |
| クーペ | W140.070          | 1993-1999年 | S500 / CL500     | 4,973cc M119型 V8   | ガソリン         | 1万4,953台  |
| クーペ | W140.076          | 1992-1993年 | 600SEC           | 5,987cc M120型 V12  | ガソリン         | 8,573台     |
| クーペ | W140.076          | 1993-1999年 | S600 / CL600     | 5,987cc M120型 V12  | ガソリン         | 8,573台     |

その他に下記のシャシコードも存在していた。
| ボディ | シャシコード | 生産時期    | モデル          | エンジン           | エンジンタイプ | 生産台数 |
| ------ | ------------ | ----------- | --------------- | ------------------ | -------------- | -------- |
| セダン | W140.033     | 1991-1998年 | 300SEL / S320 L | 3,199cc M104型 直6 | ガソリン       |          |
| セダン | W140.050     | 1991-1993年 | 500SE           | 4,973cc M119型 V8  | ガソリン       |          |
| セダン | W140.050     | 1993-1998年 | S500            | 4,973cc M119型 V8  | ガソリン       |          |
| セダン | W140.056     | 1992-1993年 | 600SE           | 5,987cc M120型 V12 | ガソリン       |          |
| セダン | W140.056     | 1993-1999年 | S600            | 5,987cc M120型 V12 | ガソリン       |          |

メルセデスベンツ初となるV12気筒、2020年まで唯一だった直列6気筒が特徴。

## 日本における価格設定の変遷
発売当初（1991年）と、呼称変更を含めた小変更後（1994年）における主なモデルの正規販売価格は次の通り。
（1991年）
- 600SEL： 2,100万円 →
- 500SE： 1,400万円 →
- 300SE： 1,000万円 →

（1994年）
- S600L： 1,620万円
- S500： 1,180万円
- S320： 820万円

1991年に発表された600SELの値札は2100万円であった。これは前モデル（W126）のフラグシップ560SELの最終価格が1355万円だったこともあり世間を驚かせたが、実際は値引きされ1800万円ほどで販売されていた。
1994年の価格改定は、実質的におよそ180-500万円もの値下げであった。いずれもバブル景気終末期までに策定された強引な価格政策の失敗によるものと同時に、バブル崩壊後の急激な円高進行の差益還元とも言えるだろう。この時期の大幅値下げの類例には、1994年のレンジローバーにおける価格改定（1000万→700万円と約300万円の値下げ）があり、クライスラー・ネオンやサターンなど低価格な輸入車が相次いで発売された。

## 各モデルの画像

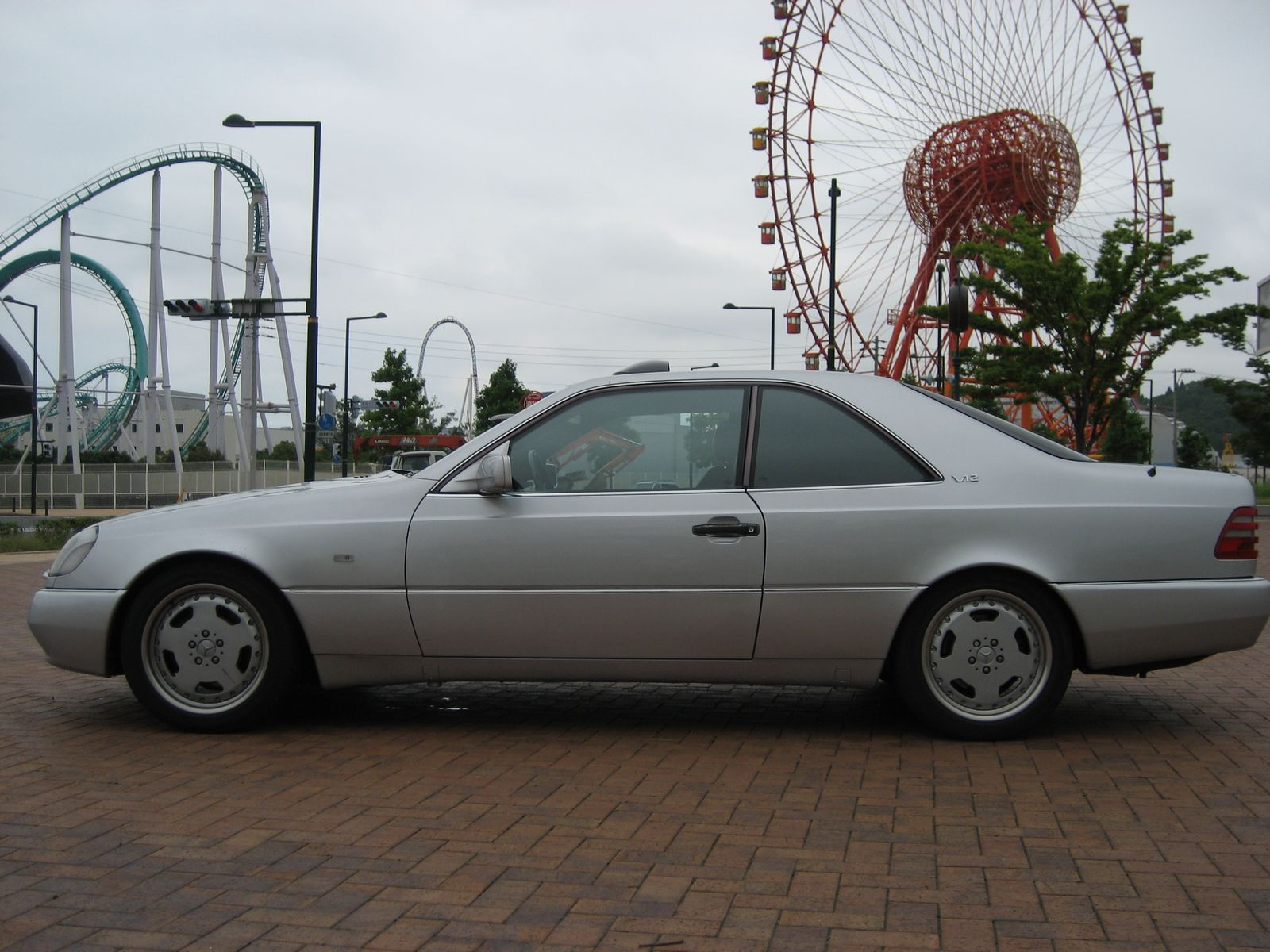
1993年式 600SEC
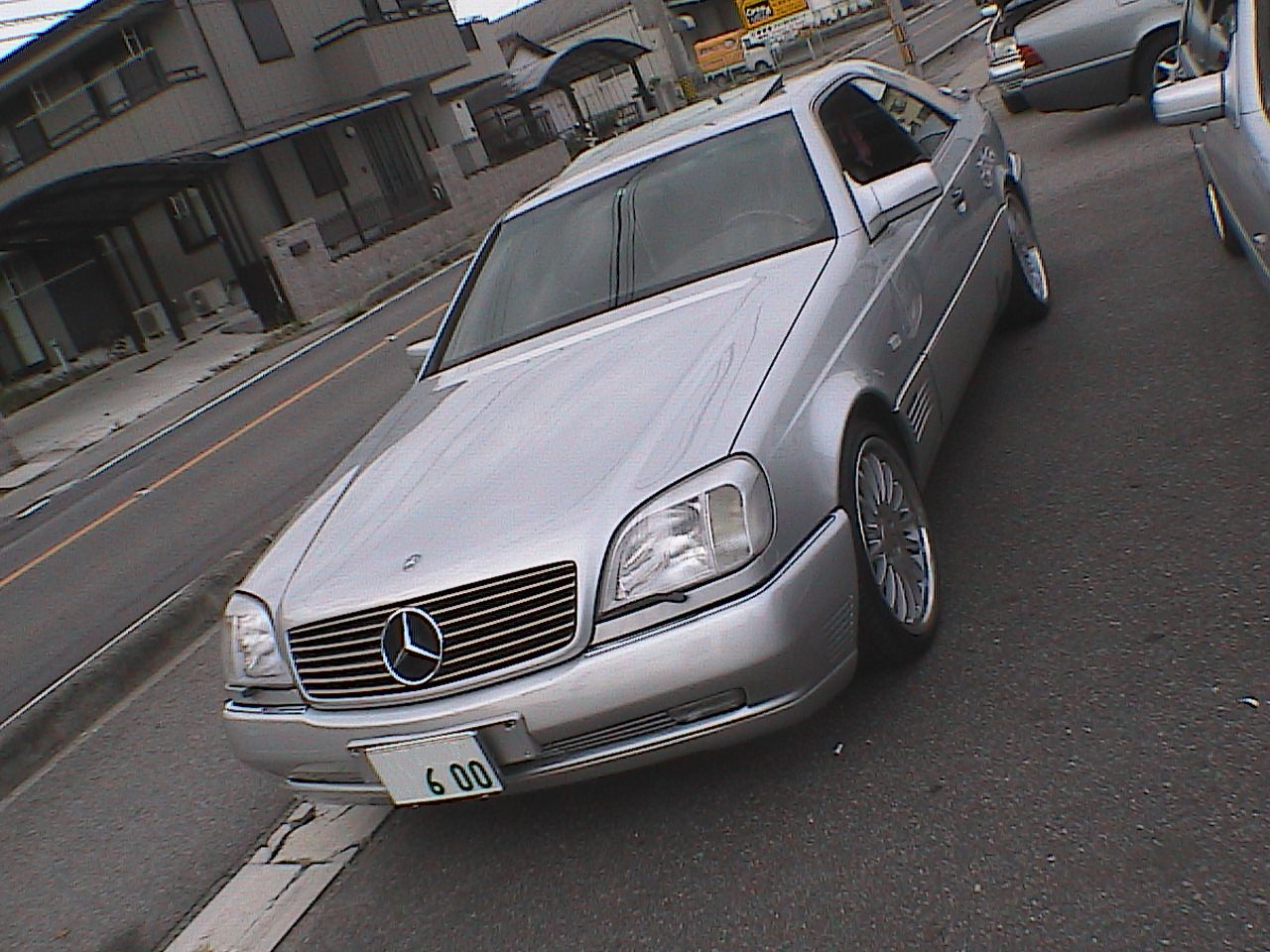
1995年式 S600C
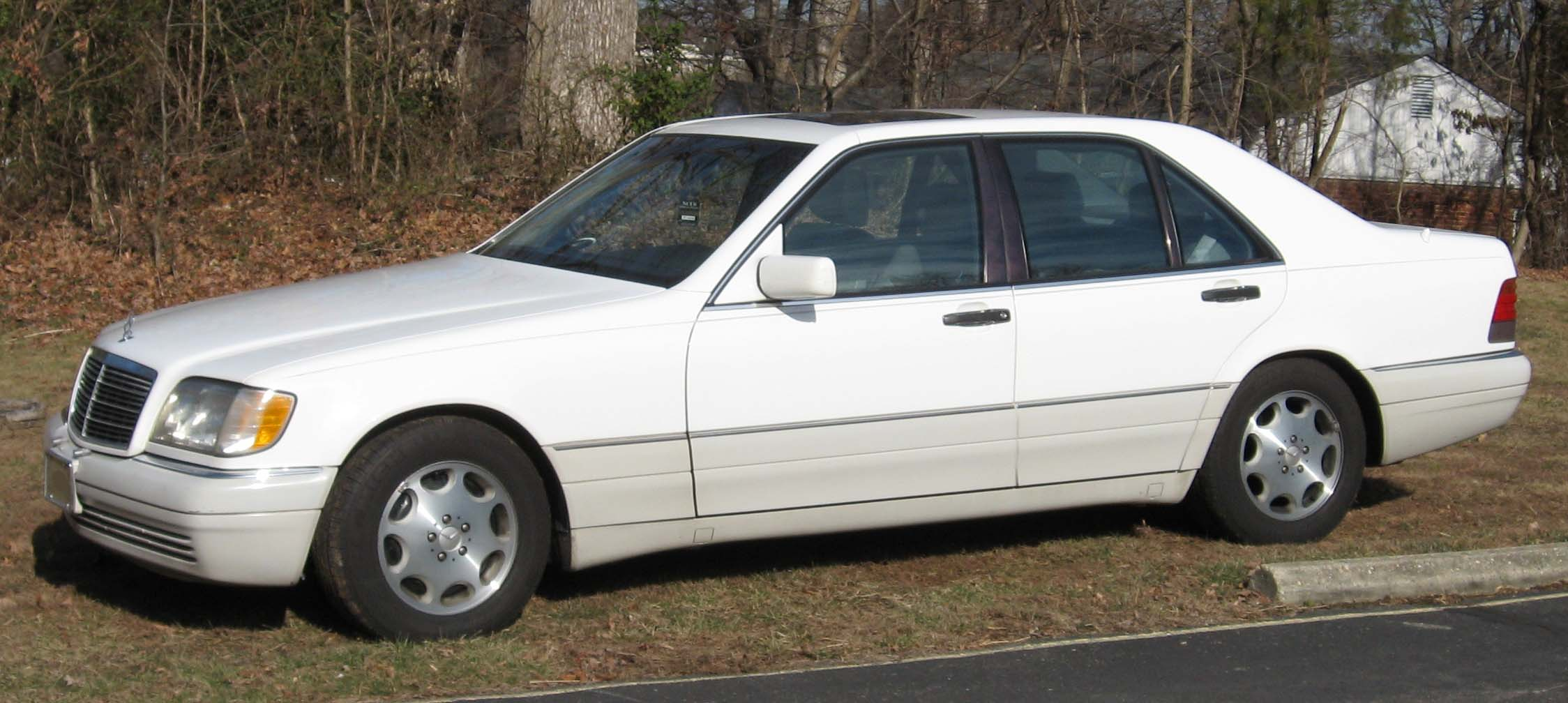
後期型・北米仕様S320
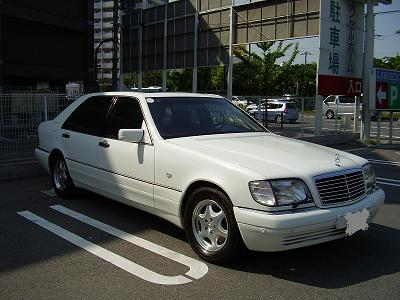
1998年式 S500L
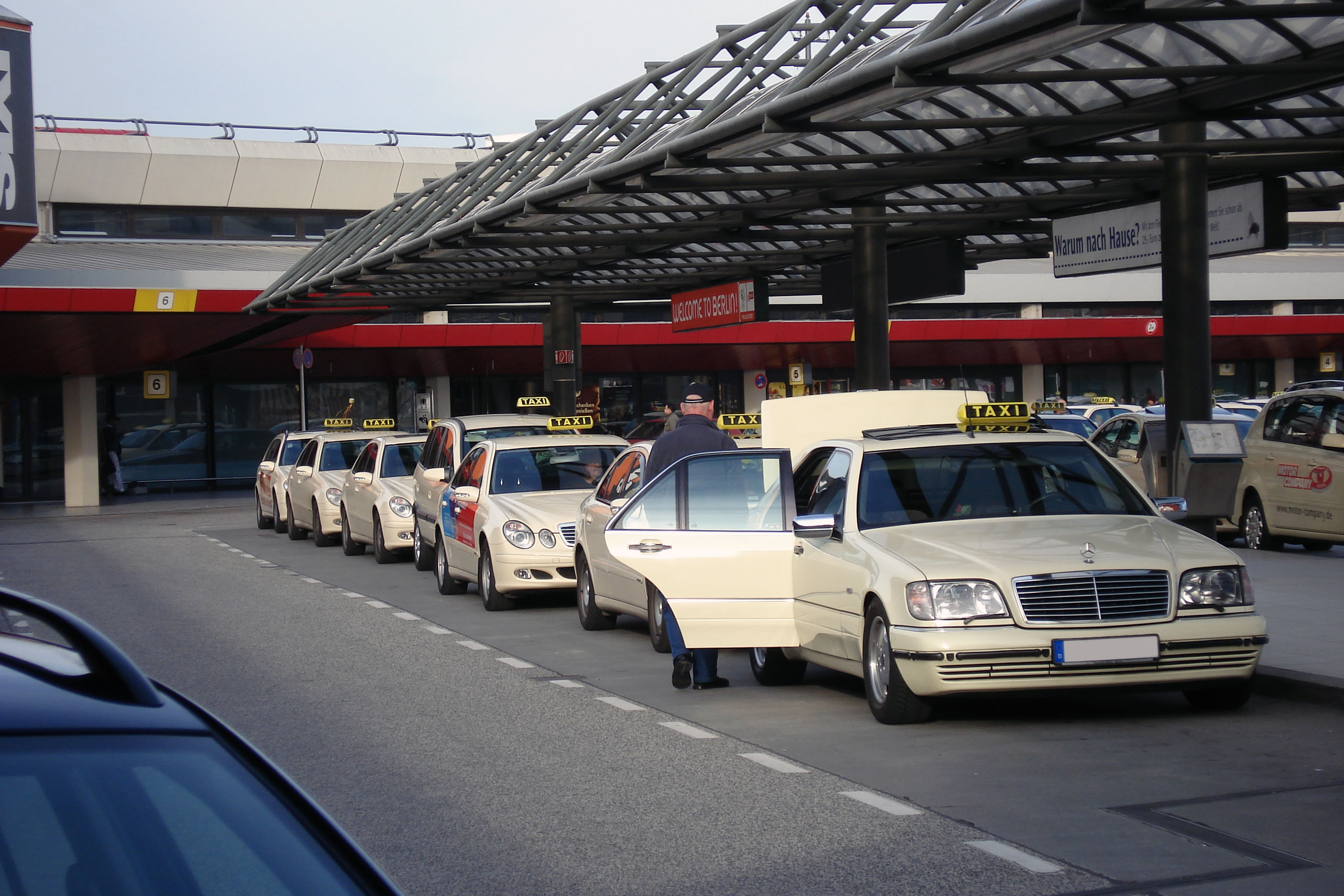
タクシー仕様（ドイツ）

## 防弾仕様車
W140には、特別な保護を意味する「ゾンダーショーツSonderschutz」 (W220型Sクラス以降は正式にGuardガード名称)メーカー純正製造の防弾車が存在する。これは地雷、爆撃にも耐えるB6/B7レベルの防弾レベルを持つ。標準モデルが生産終了した後も2000年まで生産販売が続いた。
この車は北朝鮮の金正日国防委員長や、初代ロシア連邦大統領のボリス・エリツィンら各国元首が挙って採用した。ジョージアでも大統領専用車に採用され、エドゥアルド・シェワルナゼ大統領が使用したが、1998年に度々起きていた暗殺工作のひとつ「公用車爆破事件」により、その公用車は爆破されたが大統領本人は軽傷であった。事件後も大統領は新たなV140 Sonderschutzを公用車に選定している。また、金正日氏は生前父の金日成氏に初期型の600SEL Sonderschutz をプレゼントしており、その車は現在も錦繍山太陽宮殿に展示されている。その他にも政府機関や団体が管理する施設で一般公開がされている引退済みの車両は現在確認できるだけで7件である。また、Sonderschutzには専用のホイール、タイヤが採用されていた。タイヤはホイールと一体型のコンチネンタル製ランフラットタイヤ、「CTS-1」でありサイズは265/40R500という独自規格のものであった。特殊なゴムにより耐久性は高いが、先代W126型Sonderschutzが約2.7トンだったのに対し、W140型Sonderschutzは約3.8トンという非常に重い車体重量のため交換距離/年数を守ることがメーカー推奨され、タイヤ交換にはホイール一体型のため再度組み立てはコンチネンタルタイヤ工場でのみ可能であることからホイールも同時に取り替えるケースがほとんどであった。このタイヤは2012年頃までに生産を終了している。AMGとBRABUSがそれぞれ出力の向上と内装の変更を行ったコンプリートモデルも少数確認されている。このコンプリートモデルは外観上はSonderschutzに対し大きな変更はしていない。 500SEL/600SEL,S420/S500/S600をベースに注文ができた。ボディタイプはLWBロングホイールベースのみである。その金額は仕様や年式によって異なるが1999年式S600 Sonderschutzの参考価格は「55万ユーロ」(110万マルク)であり、現在の価値で9,000万円以上である。高い耐久性とその風格から2010年代に突入した後も政府機関で重用されていた例は少なくない。なお2025年現在の現存個体台数は総生産台数の1/3以上とされる。
防弾車Sonderschutzの「外観上の特徴」は専用のタイヤとホイール、オーバーフェンダ―により拡大された全幅。専用のバンパートリムが与えられ標準モデルが1994年にフェイスリフト(95年モデル)した後にも前期型に「近い」デザインのパンパ―及びドアとフェンダーのトリムを生産終了時まで維持した。なお前後のバンパー、フェンダートリムは寸法、部品自体標準モデルと異なるSonderschutz専用品である。また基本的な技術仕様や前後ライト類、トランクリッド、ミラーカバーなどは標準モデルと同様にマイナーチェンジごとに変更がされていた。Sonderschutzには95モデルのフェイスリフトからはV8エンジン搭載車含む「全車に」V12モデル専用デザイン横6本線が特徴の通称「600グリル」が採用される。そしてグレードエンブレム(M120エンジン搭載車の場合V12エンブレムも含む)が全車「オプション装備」であることとピラーと窓枠が若干太いことであった。
ボディタイプには通常の長さと、全長約6.2mのプルマンリムジンの2種類が存在した。日本には少なくとも5台が輸入され公的な場面で要人を安全に輸送した。
ドイツ語ではWerkspanzerと呼称されるメーカー純正装甲車であるSonderschutzのほかにも装甲改造をメインとするコーチビルダーはW140をベースに多種多様なホイールベース、仕様の防弾車を製造しこれらも世界中の政府の公用車に採用された多くの例が存在した。